# Церковь Успения Пресвятой Богородицы (Чернышено)
Церковь Успения Пресвятой Богородицы — православный храм в селе Чернышено Думиничского района Калужской области.

## История
Церковь каменная, с каменной колокольней и оградой. Построена в 1838—1843 годах генералом от инфантерии Иваном Никитичем Скобелевым на месте захоронения своей супруги Надежды Дмитриевны Скобелевой (1793—1838). При храме имелась библиотека и каменная часовня, построенная на месте сгоревшей в 1901 году деревянной.
Храм почти полностью разрушен в 1942 году в результате артобстрела и бомбёжек.

## Интересные факты
Существует версия, что от храма отходили как минимум два потайных хода, один из которых шёл к реке, второй тянулся в сторону барского сада (что примерно в 300 метрах от храма). Судьба потайных ходов ныне неизвестна.
Под храмом находилась усыпальница. Была вскрыта в начале 30-х при конфискации церковных документов (метрики) и ценностей. В усыпальнице находилось три склепа. В центральном был захоронен военный, с орденами и золотым оружием. Ценности пропали тогда же.

## Восстановление
Спустя 73 года появилась надежда на второе рождение чернышенской Успенской церкви. Нашлись люди, готовые вложить в богоугодное дело личные средства (по самым скромным подсчётам — не менее 80 млн рублей). То, как выглядел храм в своей первой жизни, удалось установить по архивным документам. На основании этих данных был составлен проект.
Летом 2015 года был очищен фундамент церкви и проведена экспертиза грунта. Специалисты признали его способным выдержать расчётную нагрузку. И в день Покрова Пресвятой Богородицы 14 октября 2015 года началось восстановление храма. За это взялась московская архитектурно-реставрационная мастерская Аккада-НТ.
Ориентировочный срок завершения реставрации — конец 2017 года.

## Галерея

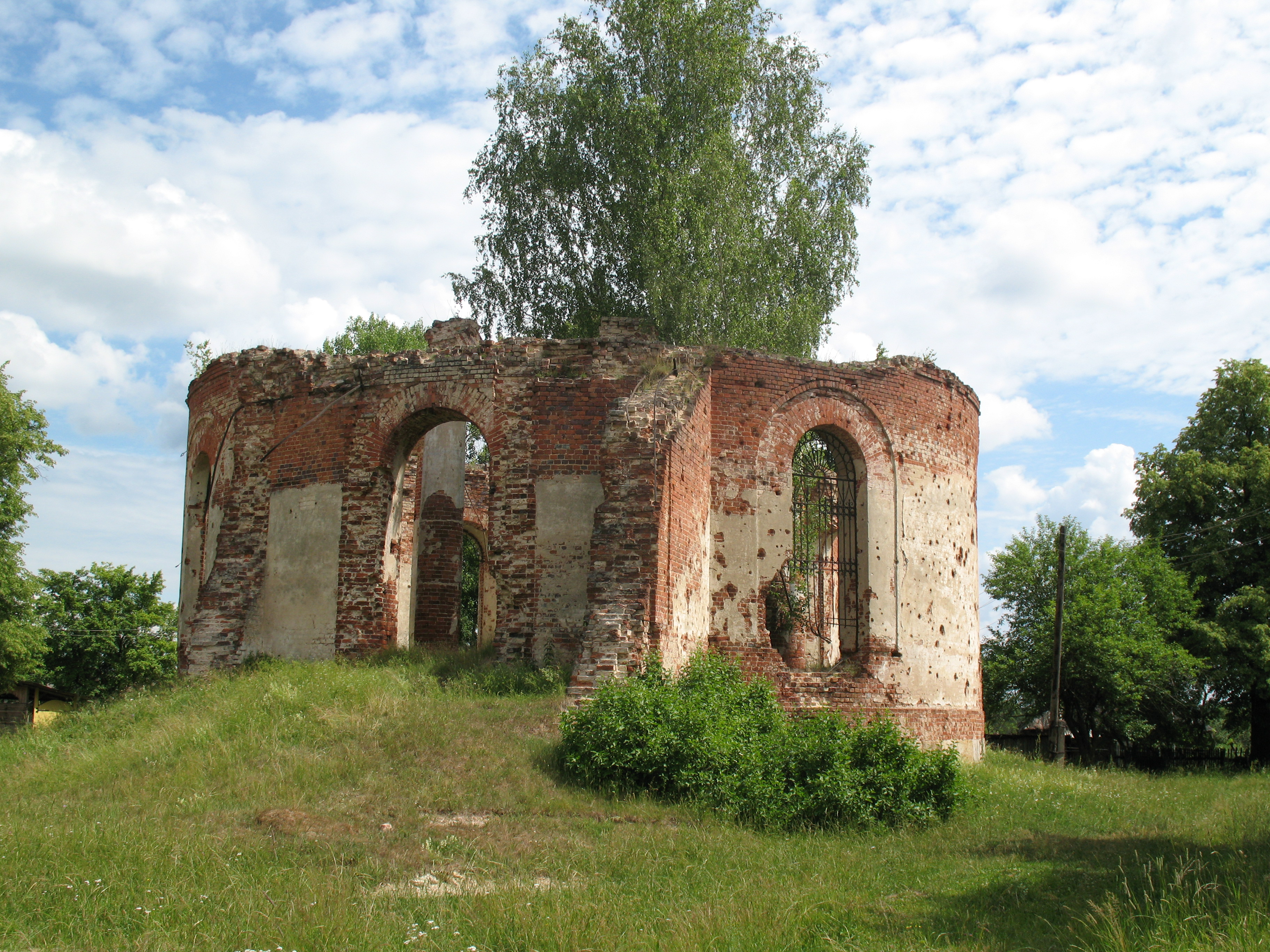
Главный вид (Июнь 2007)
Вид справа (Июнь 2007)
Вид слева (Июнь 2007)
Вид сзади (Июнь 2007)
Внутри (Июль 2007)
Внутри (Июль 2007)
Реставрация храма (Январь 2016)
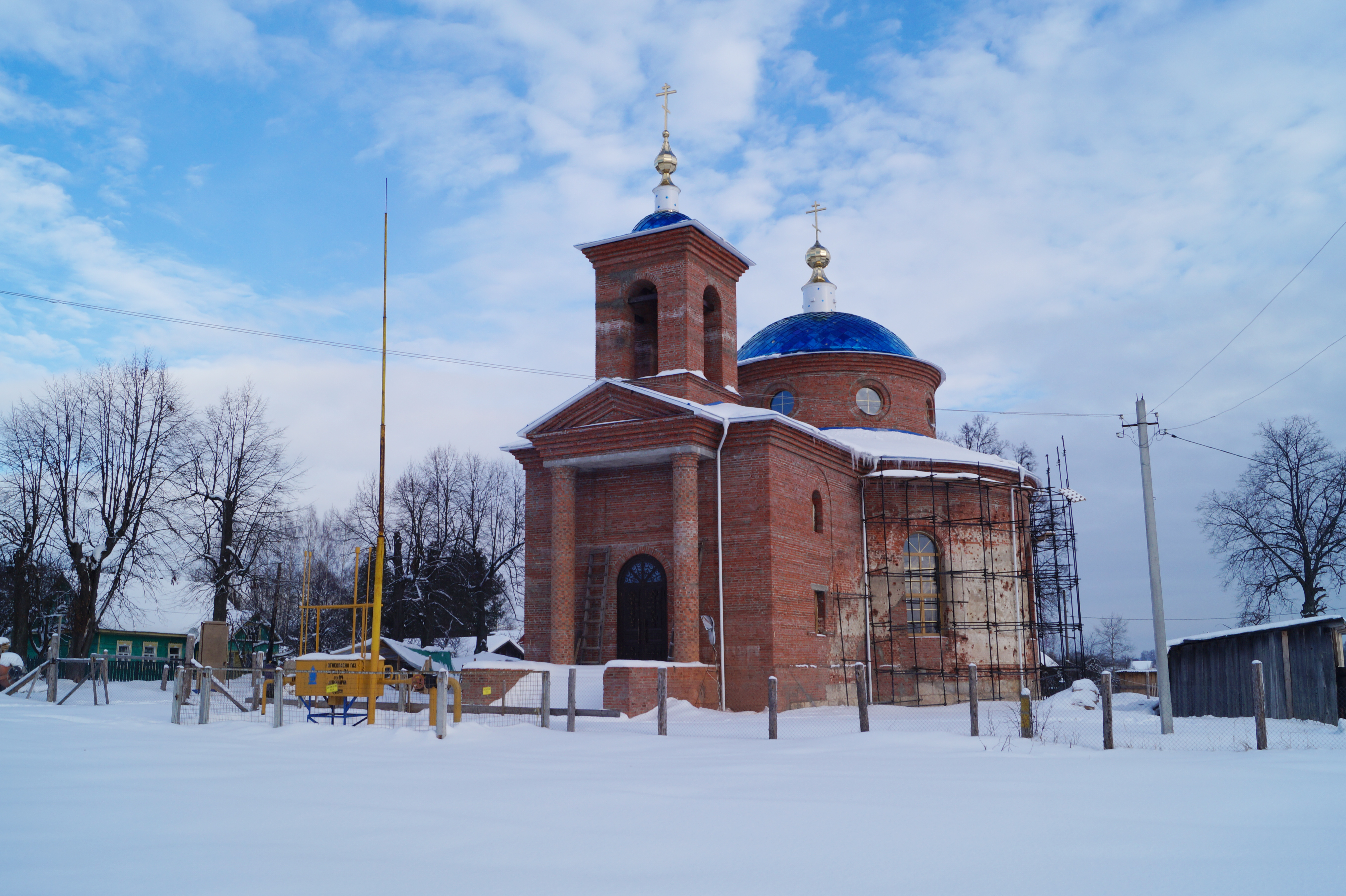
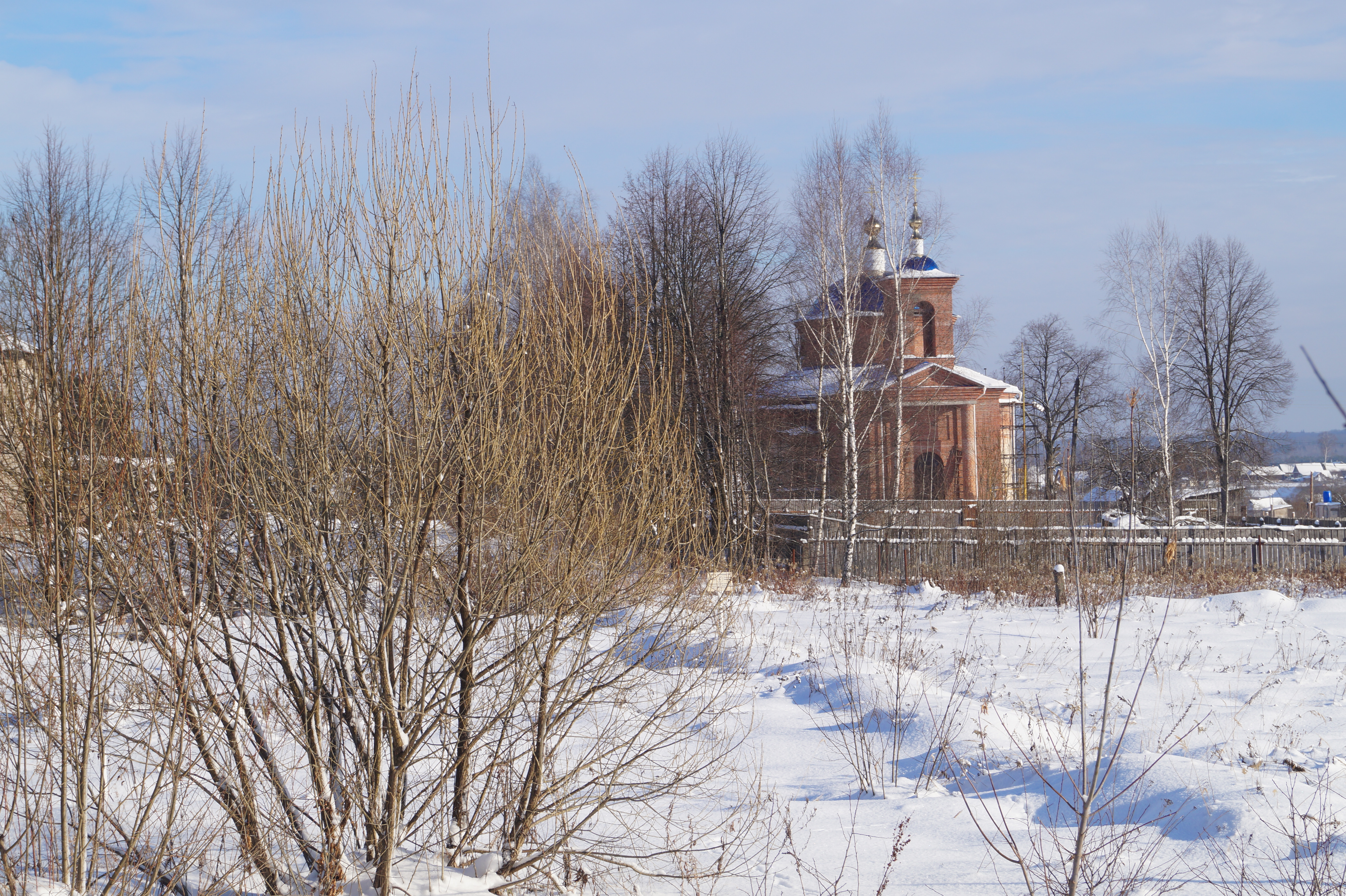
Январь 2017 г.